# Turmhügel Oberroning
Der Turmhügel Oberroning liegt 800 m nordöstlich der Kirche Mariä Himmelfahrt von Oberroning, einem Gemeindeteil der niederbayerischen Stadt Rottenburg an der Laaber im Landkreis Landshut. Die Anlage wird als Bodendenkmal unter der Aktennummer D-2-7238-0161 als „Turmhügel des Mittelalters“ geführt.

## Beschreibung
Der Turmhügel Oberroning liegt 400 m nordöstlich des Burgstalls Oberroning auf einem steilen Nordhang eines nach Westen geöffneten Tals in einem bewaldeten Gebiet. Der größere überackerte Teil im Norden ist weitgehend eingeebnet. Im 19. Jahrhundert war hier noch eine kreisrunde Anlage mit einem zentralen Kegelstumpf erkennbar, dieser war von zwei konzentrischen Kreisgräben mit einem dazwischenliegen Wallring umgeben. Der zentrale Turmhügelrest ist noch erkennbar. Sein oberes Plateau besitzt einen Durchmesser von 20 m, von dem fällt der Burgkegel steil geböscht um 5 m nach Süden und an den Flanken nach Ost und West um 2,5 m bis zur Sohle des Halsgrabens ab. Im Süden ist dieser weitgehend zugeschwemmt, sodass hier die Außenböschung kaum mehr auffällt. Hingegen ist die bis zu 2 m hohe steile Außenböschung des Walls noch gut erhalten. Der äußere Grabenring hat einen Durchmesser von 70 m und an seinen Flanken sind bis zu 2 m tiefe Teile erhalten. Außerhalb des Außengrabens bestehen mehrere grubenartige Eintiefungen, vermutlich von Materialgruben. Die verebnete Ackerflur im Norden lässt kaum die Fortsetzung der Befestigungselemente erkennen. Überreste von Mauerwerk sind nicht vorhanden; es wurden aber frühmittelalterliche Scherben gefunden.